# Coupe der Lage Landen
Der Coupe der Lage Landen war ein länderübergreifender Eishockeywettbewerb, an dem Mannschaften aus Belgien und den Niederlanden teilnahmen.

## Titelträger
| Saison    | Sieger                   |
| 1996      | Phantoms Deurne          |
| 1997      | HYC Herentals            |
| 1998      | Geleen Smoke Eaters      |
| 1999      | Geleen Smoke Eaters      |
| 2000–2003 | keine Austragung         |
| 2004      | Heerenveen Flyers        |
| 2005      | Amstel Tijgers Amsterdam |
| 2006      | Amstel Tijgers Amsterdam |